# Grano (ley)

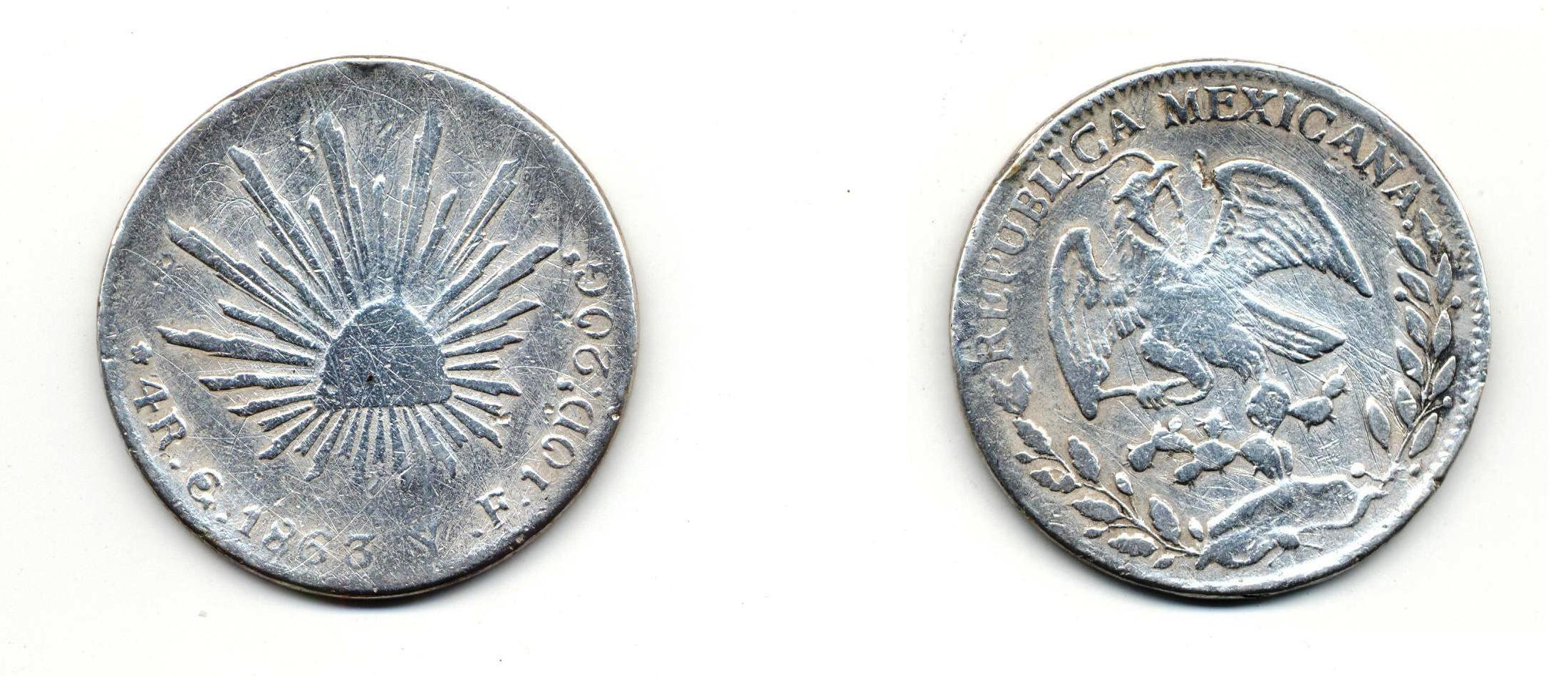
Moneda mexicana de 4 reales de 1863, con una ley de 10 dineros y 20 granos.

Grano es una unidad de medida de la ley de los metales preciosos y las gemas. En el caso de estas últimas y del oro equivale a 1/4 de quilate.
1 grano = 10,41 milésimas
4 granos = 1 quilate = 41,666 milésimas
Cuando se refiere a la plata, su valor es 1/24 del dinero.
1 grano = 3,472 milésimas
24 granos = 1 dinero = 83,333 milésimas
- Datos: Q5884955